# Skalnatá chata
Die Skalnatá chata (deutsch Steinbachseehütte) ist eine Berghütte in der slowakischen Hohen Tatra. Sie liegt im Tal Skalnatá dolina (deutsch Steinbachtal) am Rande der Terrasse des Bergsees Skalnaté pleso (deutsch Steinbachsee) auf einer Höhe von 1725 m n.m..

## Geschichte
Der Ort der späteren Hütte, am Ende eines Moränenwalls, aus dem ein großer Felsen überhängt, war ein Erholungsplatz und Schutzort vor dem Unbehagen für die Touristen, die unterwegs zur Lomnitzer Spitze (slowakisch Lomnický štít) waren. 1841 mauerten vier schlesische Touristen, nämlich Ferdinand Burkhardt, Karl Schneider, Joseph Scholz sowie Karl Lohmeyer, Autor des ersten Tatra-Reiseführers, mit zwei Bergführern den Felsen ab. Der so entstandene Versteck wurde Feuerstein (slowakisch Ohnisko) genannt. 1877 wurde auf Geheiß des Großgrundbesitzers von Veľká Lomnica (deutsch Großlomnitz), Andor Spóner, dieses „Obdach“ weiter verbessert und 1914 entstand auf Anregung des Ungarischen Karpathenvereins und der Staatsforsten eine kleine Betonhütte mit einem Ofen und Schornstein, die in der touristischen Öffentlichkeit Kaverne hieß.
1932 übernahm der Klub Tschechoslowakischer Touristen die Kaverne und baute zu ihr eine Holzhütte, die nach der Fertigstellung den Namen Skalnatá chata erhielt. In den 1950er Jahren wurde die Hütte nochmal umgebaut, aber schon 1972 aufgegeben, teilweise demontiert und diente eine Zeit lang als Lager für die tschechoslowakische Staatsbahngesellschaft ČSD. Nach 1993 wurde die verfallende Hütte instand gesetzt und 1996 wieder eröffnet.
Von 1995 bis 2020 war Ladislav Kulanga, ein bekannter Lastenträger in der Hohen Tatra, der mehrere Rekorde aufgestellt hat, der Hüttenwirt. Von Tatranská Lomnica heraus trug er einmal eine 187 kg schwere Last zur Hütte, in der entgegengesetzten Richtung zur Zwischenstation Štart der Kabinenbahn sogar 211 kg.

## Tourismus
Die Skalnatá chata liegt direkt am rot markierten Wanderweg Tatranská magistrála im Teil von Hrebienok über die Hütte Zamkovského chata zum Skalnaté pleso, in der Sichtweite der Seilbahnstation zum Gipfel des Lomnický štít. Alternativ ist sie über einen grün markierten Wanderweg von Tatranská Lomnica heraus erreichbar, oder über die Kabinenbahn von dort zum Skalnaté pleso.